# Atskaaiwawixpu
Atskaaiwawixpu, jedna od skupina ili bandi Nez Percé Indijanaca s North Forka sjeverne pritoke Clearwater Rivera u Idahu.